# ويليام لان ميليغان
ويليام لان ميليغان (بالإنجليزية: William Lane Milligan)‏ هو جراح أسترالي، ولد في 1 فبراير 1795 في Cavan ‏ في جمهورية أيرلندا، وتوفي في 2 سبتمبر 1851.